# Wasyl Jermak
Wasyl Iwanowycz Jermak, ukr. Василь Іванович Єрмак, ros. Василий Иванович Ермак, Wasilij Iwanowicz Jermak (ur. 7 stycznia 1961 w Ochtyrce) – ukraiński piłkarz, grający na pozycji obrońcy, trener piłkarski.

## Kariera piłkarska
W 1981 rozpoczął karierę piłkarską w drużynie amatorskiej Naftowyk Ochtyrka, która od 1986 występuje na poziomie profesjonalnym. W 1998 roku zakończył karierę piłkarza.

## Kariera trenerska
Jeszcze będąc piłkarzem rozpoczął pracę szkoleniowca. W kwietniu 1997 został mianowany na głównego trenera Naftowyka Ochtyrka, którym kierował do sierpnia 1999. W lipcu 2000 ponownie stał na czele Naftowyka, a w kwietniu 2002 opuścił ochtyrski klub. Od lipca 2002 do czerwca 2006 prowadził Jawir Krasnopole. Od 2007 pracuje w Szkole Sportowej Naftowyk Ochtyrka. Również jest przewodniczącym w komisji kontroli i dyscypliny w Miejskim Związku Piłki Nożnej w Ochtyrce.

## Sukcesy i odznaczenia

### Sukcesy piłkarskie
Naftowyk Ochtyrka
- mistrz Ukraińskiej SRR wśród drużyn amatorskich: 1985
- finalista Pucharu Ukraińskiej SRR: 1990
- mistrz Ukraińskiej SRR: 1991
- brązowy medalista Ukraińskiej Pierwszej Ligi: 1992/93